# آلفرد لانده
 آلفرد لانده (انگلیسی: Alfred Landé؛ زاده ۱۳ دسامبر ۱۸۸۸ درگذشته ۳۰ اکتبر ۱۹۷۶) یک فیزیک‌دان اهل آلمان بود.